# Doenjang

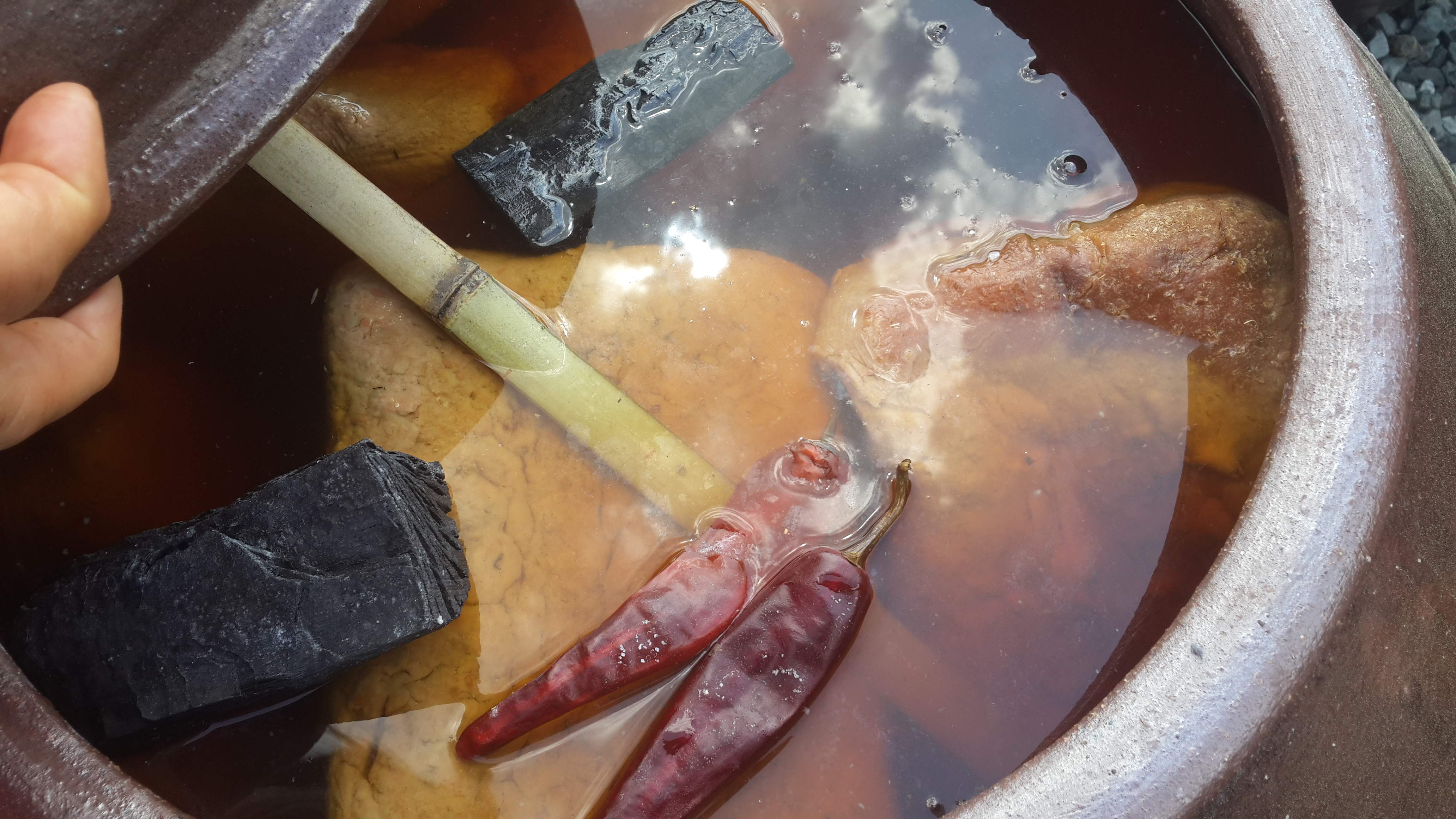
Doenjang en proceso de fermentación.

Doenjang (tønʨaŋ) es una salsa tradicional de la cocina coreana. Se trata de un alimento fermentado a base de granos de soja y sal. En idioma coreano significa pasta espesa. Esta pasta hecha enteramente de soja fermentada y salmuera suele servirse fría como un acompañamiento de platos de verdura y se emplea como salsa para mojar. A veces se presenta en los platos coreanos acompañados de otras salsas y preparaciones como el gochujang para producir el ssamjang . Es frecuente en la preparación del Doenjang la adición de pasta de anchoas para intensificar el sabor de la salsa. Es una preparación habitual que acompaña al Samgyeopsal.